# Дестрник
Дестрник (словен. Destrnik) је насеље и управно средиште истоимене општине Дестрник, која припада Подравској регији у Републици Словенији.
По попису становништва из 2011. године, насеље Дестрник имало је 172 становника.